# Nasamon
Nasamon is een personage uit de Griekse mythologie. Hij was de zoon van Amphithemis en een Tritoniaanse nimf. Hij had één broer: Caphaurus.